# Chrysacris wulingshanensis
Chrysacris wulingshanensis är en insektsart som beskrevs av Zheng, Z. 1993. Chrysacris wulingshanensis ingår i släktet Chrysacris och familjen gräshoppor. Inga underarter finns listade i Catalogue of Life.